# New Dada
I New Dada sono stati un gruppo musicale italiano, attivi fra il 1965 e il 1967.

## Storia
I New Dada si formarono dall'incontro di sei ragazzi appassionati di musica rock e beat, tutti di famiglia benestante: Maurizio Arcieri, Renato Vignocchi (detto "René"), Franco Jadanza, Ferruccio Sansoni (detto "Ferry"), Giorgio Fazzini e Ricky Rebaioli - quest'ultimo quasi subito rimpiazzato alla batteria da Gianfranco Longo (detto "Pupo"). Gli unici due ad avere una esperienza pregressa in una band sono Sansoni e Longo, entrambi provenienti dai Dandies. Si differenziano dalle altre band dell'epoca fin dal nome, ispirato al dadaismo, e dal look (giacca e cravatta nera, camicia bianca e niente "capelloni").
Nel 1965 vennero scritturati dalla Bluebell Records, per cui pubblicarono il singolo Ciò che fai (una cover di When You Walk in the Room di Jackie DeShannon, tradotta da Mogol e Ricky Gianco), pubblicato anche con il titolo La mia voce. Il singolo ebbe un discreto successo, ma comunque inferiore alla stessa cover (intitolata C'è una strana espressione nei tuoi occhi) fatta dai The Rokes. Nonostante questo, nel giugno di quell'anno l'impresario Leo Wätcher li ingaggiò per suonare come spalla durante il tour italiano dei The Beatles del 1965.
I singoli successivi riscossero un successo ancora maggiore, in particolare Non dirne più (cover di Sick and Tired di Chris Kenner), con la quale il gruppo partecipò al Cantagiro 1966, piazzandosi al terzo posto nel proprio girone (dietro Equipe 84 e The Rokes). Il 1966 è anche un anno in cui il gruppo apparve in vari programmi televisivi in prima serata, come Aria condizionata e Studio Uno, e tenne numerosi concerti in giro per l'Italia, fra cui quello della serata inaugurale del Piper di Milano, e all'estero. Nello stesso anno i New Dada vinsero la prima edizione del Festival dei Complessi di Rieti. L'anno si concluse con la pubblicazione del loro unico LP, I'll Go Crazy, in cui il gruppo si avvicinava sempre più alle sonorità rhythm and blues. L'album comprendeva alcuni dei singoli migliori pubblicati nei due anni precedenti, vari inediti e delle cover di James Brown, The Kinks e Lloyd Price.
Il 1967 si aprì con la pubblicazione di una versione italiana di Lady Jane dei The Rolling Stones, con la quale avevano già vinto un "disco giallo" durante la puntata del 19 novembre 1966 dello storico programma radiofonico Bandiera gialla. Il singolo, che avrebbe dovuto consacrarli definitivamente nel panorama beat italiano, si rivelò invece essere il loro ultimo: i dissidi interni al gruppo, già presenti, sfociarono in aperta rottura fra Arcieri e Longo da un lato e Sansoni, Vignocchi e Jadanza dall'altro. Entrambe le fazioni cercarono di ottenere l'utilizzo esclusivo del nome, ma nessuna delle due vi riuscì.
La storia della band finì sostanzialmente con questa separazione. Arcieri, Longo e Fazzini convocarono il bassista Giandomenico Crescentini, il tastierista Roberto Rossetto (ex de I Giacobini) e il chitarrista Gilberto Ziglioli (che aveva già suonato in precedenza con Ghigo e i Goghi), ma la nuova formazione diventò presto la band del progetto solista di Arcieri. Sansoni, Vignocchi e Jadanza, invece, si unirono con Gaby Lizmi (dal Patrick Samson Set) e Danny Besquet (ex bassista de I Profeti) e formarono i Ferry, Franco, René, Danny e Gaby: scritturati dalla CBS, incisero due 45 giri e vennero chiamati a fare da band di supporto al tour italiano dei The Rolling Stones, nell'aprile 1967, prima di sciogliersi.

## Formazione
- Maurizio Arcieri – voce (1965-1967)
- Renato "René" Vignocchi – chitarra (1965-1967)
- Franco Jadanza – chitarra (1965-1967)
- Ferruccio "Ferry" Sansoni – tastiere (1965-1967)
- Giorgio Fazzini – basso (1965-1967)
- Ricky Rebaioli – batteria (1965)
- Gianfranco "Pupo" Longo – batteria (1965-1967)
- Giandomenico Crescentini – basso (1967)
- Roberto Rossetto – tastiere (1967)
- Gilberto Ziglioli – chitarra (1967)

## Discografia

### Album in studio
- 1966 – I'll Go Crazy (Bluebell Records, BBLP 37; ristampato in CD nel 1996 dalla On Sale Music, 52-OSM-011)

### Singoli
- 1965 – Ciò che fai/Domani sì (Bluebell Records, BB3130)
- 1965 – La mia voce/Domani sì (Bluebell Records, BB3139)
- 1965 – L'amore vero/C'è qualcosa (Bluebell Records, BB3144)
- 1966 – Batti i pugni/Sick and tired (Bluebell Records, BB3151)
- 1966 – Non dirne più/Batti i pugni (Bluebell Records, BB3151)
- 1966 – T Bird/I'll go crazy (Bluebell Records, BB3154)
- 1967 – Lady Jane/15ª frustata (Bluebell Records, BB3163)

### Altre pubblicazioni

#### Come "Maurizio dei New dada" / "Maurizio"
- 1967 – Ballerina/Non c'è bisogno di camminare (Bluebell Records, ???)
- 1967 – Lady Jane/T'amo da morire (Bluebell Records, ???)
- 1967 – Il comizio (di Maurizio)/Il fiore all'occhiello (Joker, ???)

#### Come "Ferry, Franco, René, Danny e Gaby"
- 1967 – Elegia per l'amico di Antonio/Un treno che parte (CBS, CBS2809)
- 1967 – Se te lo raccontassi/Quattro stagioni (CBS, CBS3134)